# Файнштейн, Давид Владимирович
Давид Владимирович Файнштейн (1901, Очаков — 1941, Смоленская область) — советский организатор кинопроизводства, директор Всесоюзного государственного института кинематографии (1940—1941).

## Биография
Родился в Очакове, Николаевская область, Украина.
Учился на операторском факультете Одесского кинотехникума. Окончил Киевский институт киноинженеров. С 1932 по 1934 год работал на Киевской кинофабрике и отвечал за специальные способы киносъёмки и производство учебно-технических фильмов. С 1938 года был начальником операторского отдела Киевской студии художественных фильмов. С 1934 по 1938 год возглавлял операторский факультет Киевского киноинститута. Евгения Лисовская вспоминала:

Деканом операторского факультета был Давид Владимирович Файнштейн, блестящий организатор и воспитатель самобытный, его студенты по-настоящему уважали и любили. Одессит, сын моряка, отличавшийся богатырской силой, строгий и добрый одновременно. Помню занятия по военной подготовке — походы, тяжелые маршброски, жара, пыль. С нами замыкающим — Давид Владимирович, нагруженный амуницией тех, кто уже выбился из сил. Быть всегда в гуще студенческой и преподавательской жизни — такая на первый взгляд простая и, по сути, очень эффективная была «система» Файнштейна.
В 1939 году назначен директором института. Осенью 1940 года переведен на работу в Москву директором Всесоюзного государственного института кинематографии. По воспоминаниям киноведа Иосифа Долинского, по праву стал считаться лучшим директором московских вузов:

Впечатление было такое, что Файнштейн — уникальный знаток множества учебных предметов, а ведь он был когда-то только оператором и недолго. Всегда в таких случаях спасал его административный талант, и недюжинный ум, и память, и умение ориентироваться в обстановке. К тому же Файнштейн был обаятелен и необыкновенен.
В начале июля 1941 года вместе со студентами, преподавателями и сотрудниками института записался добровольцем в 13-ю Ростокинскую дивизию народного ополчения. 
Среди добровольцев было 70 представителей ВГИКа. В письме к родным директор писал:

Если бы мои переживания и даже смерть, равно как и мужественных людей страны, скоро могли бы избавить вас всех и весь народ от варваров, я буду считать для себя счастьем умереть за это.
Служил помощником командира взвода, политруком 38-го стрелкового полка дивизии. Участвовал в сооружении Можайской линии обороны. Иосиф Долинский вспоминал: 

По дороге, заметив мои мучения с ногами, он забрал у меня винтовку и шагал бодро-весело впереди с двумя винтовками. Господи, до чего же он оказался добрый товарищ!
До конца сентября 1941 года 13-я Ростокинская дивизия, вошедшая в состав 32-й армии Резервного фронта, находилась во втором эшелоне. 26 сентября она была преобразована в 140-ю стрелковую дивизию и со 2 октября в составе регулярных войск в течение недели держала оборону по левому берегу реки Днепр в районе посёлка Холм-Жирковский северо-западнее Вязьмы.
Давид Владимирович Файнштейн погиб в октябре 1941 года в окружении под Вязьмой.

## Семья
Брат, Файнштейн Соломон Владимирович, вместе со своей семьёй (два сына: Аркадий и Михаил) во время войны был эвакуирован из Одессы в деревню Куркино Московской области, где работал в больнице имени Захарьина (сейчас туберкулёзная больница №3 имени профессора Захарьина).